# François Xavier Gillot
François Xavier Gillot, apodado "doctor Gillot" (12 de septiembre de 1846 - 8 de octubre de 1910, ibíd.) fue un médico, botánico, micólogo, y filántropo francés.
Pasó su infancia en Roussillon-en-Morvan, estudiante del Seminario Menor en Autun, estudiando medicina en París y en 1865 ganó el sexto concurso de prácticas. Vuelto a Autun en 1869, se casó en 1870 con Marie Vieillard Baron.
Fue médico del cardenal Perraud, también patólogo forense y médico de la Compañía de PLM.
Recogió un enorme herbario, y algunas plantas llevan su nombre.

## Algunas publicaciones
- 1900. Les Menthes hybrides d'après les travaux de M. Malinvaud. Ed. Impr. de l'Institut de bibliographie. 8 pp.
- 1896. L'Erigeron villarsii Bell. et sa sous-espèce, E. mixtus Arvet-Touvet (E. schleicheri Gremli). Ed. H. Georg. 4 pp.

### Libros
- --------------, E. Chateau. 1906. L'appétence chimique des plantes et leur répartion topographique. Ed. Au siège de la Société. 232 pp.
- 1902. Notes sur quelques rosiers hybrides. Ed. Lib.-imp. réunies. 336 pp.
- 1892. Herborisations dans le Morvan pendant l'année 1891. 39 pp.
- --------------, Louis Lucand. 1891. Catalogue raisonné des champignons supérieurs (Hyménomycètes) des environs d'Autun et du département de Sâone-et-Loire. Ed. Dejussieu père et fils. 482 pp.
- 1883. Notice sur la flore de St. Honoré-les-Bains (Nièvre). Ed. D. Bellenand. 29 pp.
- 1880. Étude sur la flore du Beaujolais. 30 pp. Reeditó Kessinger Publ. 2010. 34 pp. ISBN 1-162-13135-7

## Honores
- Fundador de la Sociedad de Historia natural de Autun, y lo presidió por 25 años
- Perteneció a 19 sociedades científicas
- Fue Medalla de oro de la Academia de Dijon

### Epónimos
- (Aponogetonaceae) Aponogeton guillotii Hochr.[1]
- (Cunoniaceae) Weinmannia guillotii Hochr.[2]
- (Dilleniaceae) Dillenia guillotii Hochr.[3]
- (Myrtaceae) Eugenia guillotii Hochr.[4]
- (Rubiaceae) Gaertnera guilloti Hochr.[5]
- (Rubiaceae) Gaertnera guillotii (Hochr.) Bremek.[6]
- (Rubiaceae) Ixora guillotii Hochr.[7]
- (Rubiaceae) Psychotria guillotii Hochr.[8]
- (Sapotaceae) Manilkara guillotii (Hochr.) H.J.Lam[9]
- (Sapotaceae) Mimusops guillotii Hochr.[10]

- La abreviatura «Gillot» se emplea para indicar a François Xavier Gillot como autoridad en la descripción y clasificación científica de los vegetales.[11]